# سيرينا كابونشيلي
سيرينا كابونشيلي (ولدت في 24 يناير 1989) هي لاعبة الوثب العالي إيطالية ، رمي الجلة ، رمي الرمح وسابقة راكبة زلاجة سابقة، والتي احتلت المركز 20 في قوائم العالم الموسمية الداخلية لعام 2018 في الوثب العالي.